# Cheikh Tidiane Sarr
Cheikh Tidiane Sarr (15 marzo 1987) è un ex calciatore danese, di ruolo difensore.

## Carriera

### Club
Sarr giocò nella squadra riserve del Bordeaux, prima di tornare in Danimarca e militare nelle file del Lyngby. A gennaio 2006, fu ingaggiato dall'Aarhus, formazione per cui poté esordire nella Superligaen: l'11 marzo, infatti, fu schierato titolare nel pareggio casalingo per 1-1 contro il SønderjyskE. A gennaio 2009, tornò al Lyngby.
Nel 2011, fu ingaggiato dagli svedesi dell'Hammarby. Svincolatosi a fine stagione, si accordò con il Brønshøj. Sempre nel 2012, passò ai norvegesi del Jerv, per cui disputò 8 partite senza realizzare alcuna rete. Il 4 febbraio 2014, passò agli svedesi del Landskrona BoIS.

### Nazionale
Sarr rappresentò la Danimarca under 19.